# Il était une fois… les Découvreurs
Pour les articles homonymes, voir Il était une fois.
Il était une fois… les Amériques Il était une fois… les Explorateurs
Il était une fois… les Découvreurs est une série télévisée d'animation française en 26 épisodes de 26 minutes, créée par Albert Barillé pour les studios Procidis et diffusée à partir du 3 janvier 1994 sur Canal+, puis du 5 septembre 1994 sur France 3, sur Canal J, Gulli et Arte, et sur TV5 Monde, émission TiVi5 Monde Jeunesse, en mai, juin et juillet 2019 puis enfin sur Gulli depuis 2019.

## Synopsis
Cette série, destinée aux enfants, raconte l'histoire des grandes découvertes, et de leurs acteurs, qui ont fait le monde d'aujourd'hui.

## Fiche technique

### Voix françaises
- Roger Carel : Maestro
- Olivier Destrez : Pierrot
- Marie-Laure Beneston : Pierrette, Psi
- Patrick Préjean : le Nabot, divers personnages pour chaque épisode
- Sady Rebbot : le Gros, le Teigneux

### Participations
Bien que la société de production Procidis soit française, de nombreux pays ont participé à la réalisation de cette série. Dans l'ordre des crédits : 
- France 3  France
- Canal+  France
- Televisión española (RTVE)  Espagne
- Westdeutscher Rundfunk (WDR)  Allemagne
- Südwestfunk (SWF)  Allemagne
- Reteitalia  Italie
- Société suisse de radiodiffusion et télévision (RTSR RTSI)  Suisse
- Radiodiffusion-télévision belge (RTBF)  Belgique
- Oy. Yleisradio Ab.  Finlande

### Bande originale
Michel Legrand a composé la bande son, ainsi que la chanson du générique, interprétée par Lisbet Guldbaek (créditée Lisbet Gillan) sur des paroles d'Albert Barillé. Il a inspiré le personnage du pianiste (traits et gestuelle) qui apparaît à deux reprises dans l'épisode 19, Marconi et les ondes.

## Épisodes
1. Nos ancêtres les Chinois
2. Archimède et les Grecs
3. Héron d'Alexandrie
4. Les Mesures du temps
5. Henri le navigateur (et la Cartographie)
6. Gutenberg (et l'Écriture)
7. Léonard De Vinci
8. Les Médecins
9. Galilée
10. Newton
11. Buffon (et la découverte du passé)
12. Lavoisier et la Chimie
13. Stephenson (à toute vapeur)
14. Faraday et l’Électricité
15. Darwin et l’Évolution
16. Mendel et les Petits Pois
17. Pasteur et les Micro-organismes
18. Thomas Edison et la Science appliquée
19. Marconi et les Ondes
20. Ford et l’Aventure automobile
21. L'Aviation
22. Marie Curie
23. Einstein
24. Lorenz, le père l’oie
25. Armstrong, la lune et l’espace
26. Demain

## Produits dérivés

### DVD
- Il était une fois... les Découvreurs - L'intégrale (24 octobre 2005) ASIN B0000CBHYR